# Dicyema macrocephalum
Dicyema macrocephalum är en djurart som tillhör fylumet rhombozoer, och som först beskrevs av van Beneden 1878.  Dicyema macrocephalum ingår i släktet Dicyema och familjen Dicyemidae. Inga underarter finns listade i Catalogue of Life.

## Bildgalleri

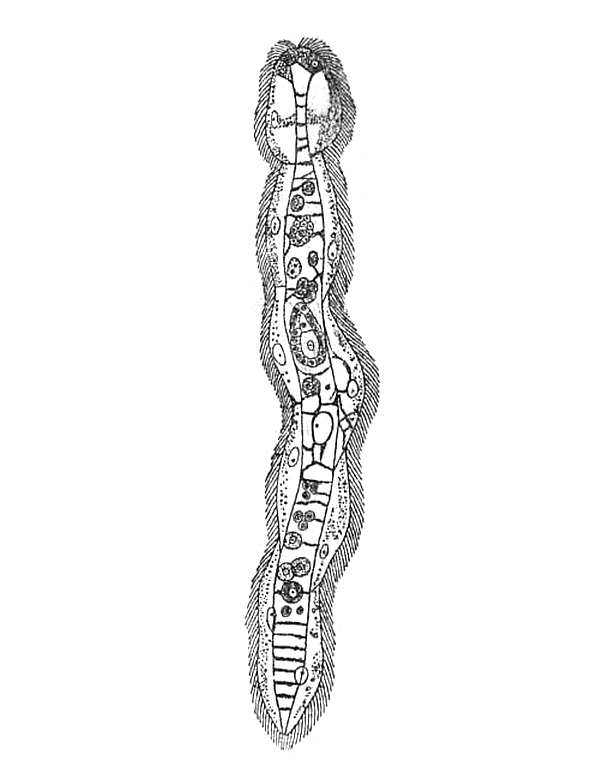